# Oneohtrix Point Never

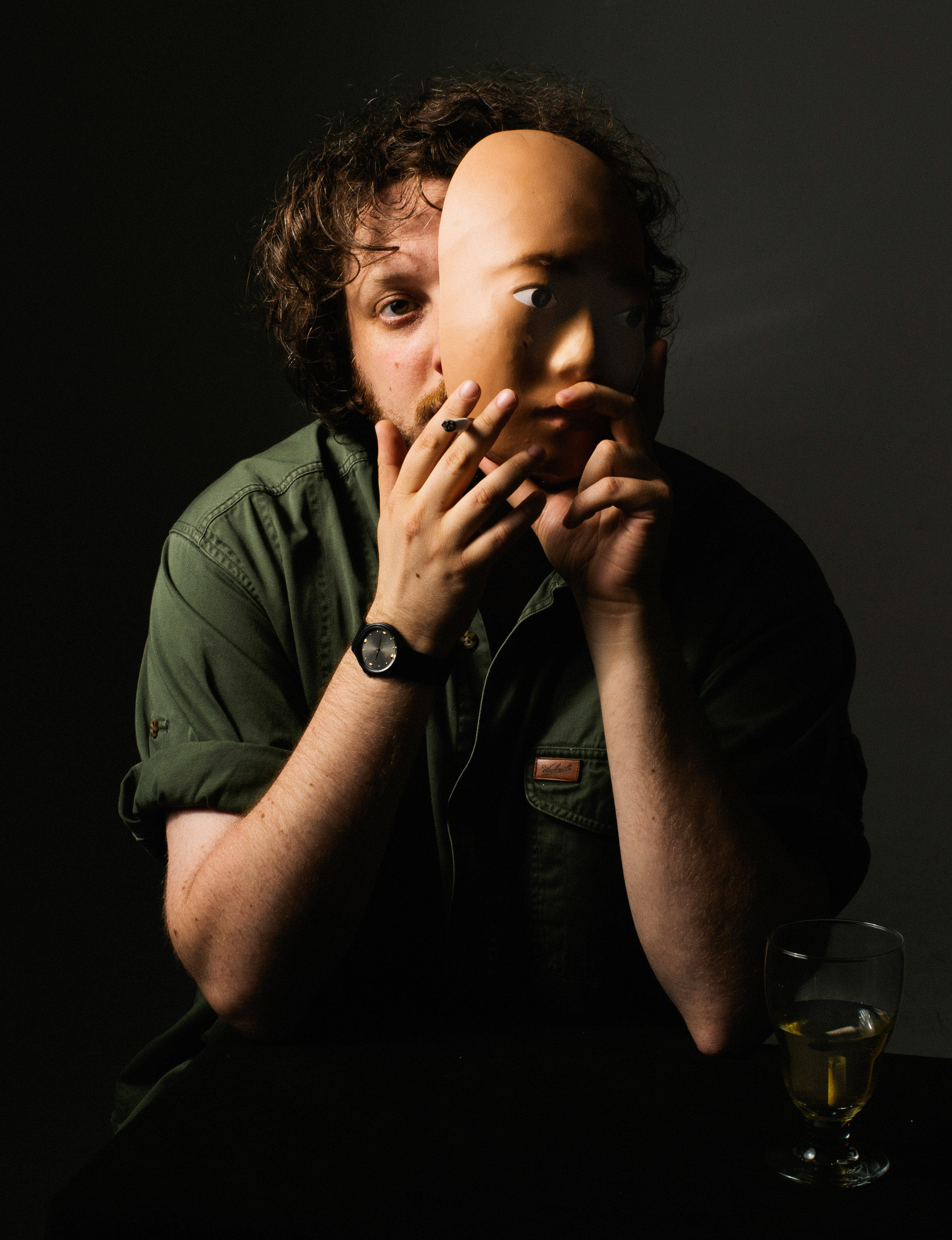
Oneohtrix Point Never alias Daniel Lopatin mit der Maske, die er meist bei seinen Auftritten trägt (2013)

Daniel Lopatin (* 25. Juli 1982 in Wayland) ist ein US-amerikanischer Experimental- und Elektronikmusiker, Komponist und Produzent. Seit 2007 veröffentlicht er unter seinem Pseudonym Oneohtrix Point Never verschiedenartige, teils experimentelle Musik, die sich unter anderem dem Hypnagogic Pop zuordnen lässt. In den letzten Jahren feierte er unter diesem Namen auch mit Filmmusik Erfolge.
Unter dem Künstlernamen Chuck Person veröffentlichte er im Jahr 2010 das Album Chuck Person’s Eccojams Vol. 1. Mit diesem stark vom Hypnagogic Pop beeinflussten Plunderphonics-Album gilt er als Begründer der Musikrichtung des Vaporwave.

## Leben
Daniel Lopatin wurde 1982 in Wayland in Massachusetts geboren, wo er auch aufwuchs. Er ist der Sohn von russisch-jüdischen Emigranten aus der Sowjetunion. Seine Eltern haben beide einen musikalischen Hintergrund. Einige seiner ersten Experimente mit elektronischer Musik entstanden auf der Grundlage der Sammlung von synchronisierten Jazzfusionsbändern seines Vaters und mit Hilfe seines Synthesizer Roland Juno-60, einem Instrument, das Lopatin seither intensiv im Studio und auf der Bühne verwendet hat. Lopatin besuchte das Hampshire College in Massachusetts, bevor er nach Brooklyn zog, um am Pratt Institute seinen Highschool-Abschluss zu machen. Während dieser Zeit engagierte er sich in der Underground-Noise-Music-Szene von Brooklyn.
Seit der Veröffentlichung seines Debütalbums im Jahr 2007 tritt Lopatin unter seinem Pseudonym und Künstlernamen Oneohtrix Point Never auf. Es folgten die Alben Zones Without People und Russian Mind im Jahr 2009. Im gleichen Jahr veröffentlichte Lopatin das audiovisuelle Projekt Memory Vague, in dem auch sein YouTube-Video nobody here enthalten war. 2010 tat er sich mit seinem Jugendfreund Joel Ford zusammen und gründete das Duo Games, das sich später in Ford & Lopatin umbenannte. Lopatins nächstes Album, Replica, wurde 2011 bei seinem neu gegründeten Label Software Recording veröffentlicht. Im Jahr 2012 arbeitete Lopatin mit Tim Hecker für das Album Instrumental Tourist zusammen.
Im Jahr 2013 unterzeichnete Lopatin einen Vertrag bei Warp Records. Sein Label-Debüt, R Plus Seven, wurde am 30. September 2013 veröffentlicht. Lopatin arbeitete mit mehreren Künstlern an visuellen Begleitungen, Live-Performances und Internetprojekten für das Album zusammen, darunter sein Mitstreiter Nate Boyce, Jon Rafman, Takeshi Murata, Jacob Ciocci und John Michael Boling. Ebenfalls 2013 komponierte Lopatin zusammen mit Brian Reitzell seine erste Filmmusik für Sofia Coppolas Film The Bling Ring. Im Jahr 2013 nahm Oneohtrix Point Never auch an der Warp-x-Tate-Veranstaltung teil und erhielt den Auftrag, ein von Jeremy Dellers The History of the World inspiriertes Stück zu schaffen.
2014 unterstützte Lopatin als Ersatz für Death Grips das Musikprojekt Nine Inch Nails bei ihrer Tournee mit Soundgarden. Am 4. Oktober 2014 präsentierte Lopatin einen Live-Soundtrack zur Weltpremiere für Koji Morimotos Animationsfilm Magnetic Rose aus dem Jahr 1995. Die Veranstaltung fand im Jodrell Bank Center für Astrophysik im englischen Manchester statt. Im selben Jahr veröffentlichte Oneohtrix Point Never wieder Improvisationen für den Record Store Day, die eine Interpretation von Witold Lutosławskis Preludes beinhalteten.
Im November 2015 veröffentlichte Lopatin nach einer rätselhaften Werbekampagne bei Warp Records sein zweites Album Garden of Delete und komponierte im gleichen Jahr die Musik für den Film Partisan von Ariel Kleiman. Im Herbst 2016 zeigte das Armand Hammer Museum of Art der UCLA die Filmreihe Ecco: The Videos of Oneohtrix Point Never and Related Works, die sich der visuellen Arbeit von Lopatin und seinen Mitarbeitern widmete. Für den Soundtrack zum Film Good Time der Brüder Benny und Josh Safdie, der 2017 in die Kinos kam, arbeitete Lopatin mit Iggy Pop zusammen. Für seine Arbeit wurde er bei den Filmfestspielen in Cannes mit dem Soundtrack Award ausgezeichnet. Der Soundtrack des Films wurde im August 2017 von Warp Records veröffentlicht.
Im Juni 2018 wurde sein Album „Oneohtrix Point Never: Age Of“ veröffentlicht.

## Filmografie
- 2013: The Bling Ring
- 2015: Partisan
- 2017: Dream Journal, May 2016–February 2017
- 2017: Good Time
- 2019: Der schwarze Diamant (Uncut Gems)
- 2022: Guillermo del Toro’s Cabinet of Curiosities (Fernsehserie, Episode 1x07)
- 2025: Hurry Up Tomorrow

## Auszeichnungen
Internationale Filmfestspiele von Cannes
- 2017: Auszeichnung als Bester Filmkomponist mit dem Soundtrack Award (Good Time)

Hollywood Music in Media Award
- 2019: Nominierung für die Beste Filmmusik – Spielfilm (Der schwarze Diamant)[4]